# یواس‌اس فوبوس (ای‌کی-۱۲۹)
یواس‌اس فوبوس (ای‌کی-۱۲۹) (به انگلیسی: USS Phobos (AK-129)) یک کشتی بود که طول آن ۴۴۱ فوت ۶ اینچ (۱۳۴٫۵۷ متر) بود. این کشتی در سال ۱۹۴۳ ساخته شد.